# Anoplognathus
Anoplognathus är ett släkte av skalbaggar. Anoplognathus ingår i familjen Rutelidae.

## Bildgalleri

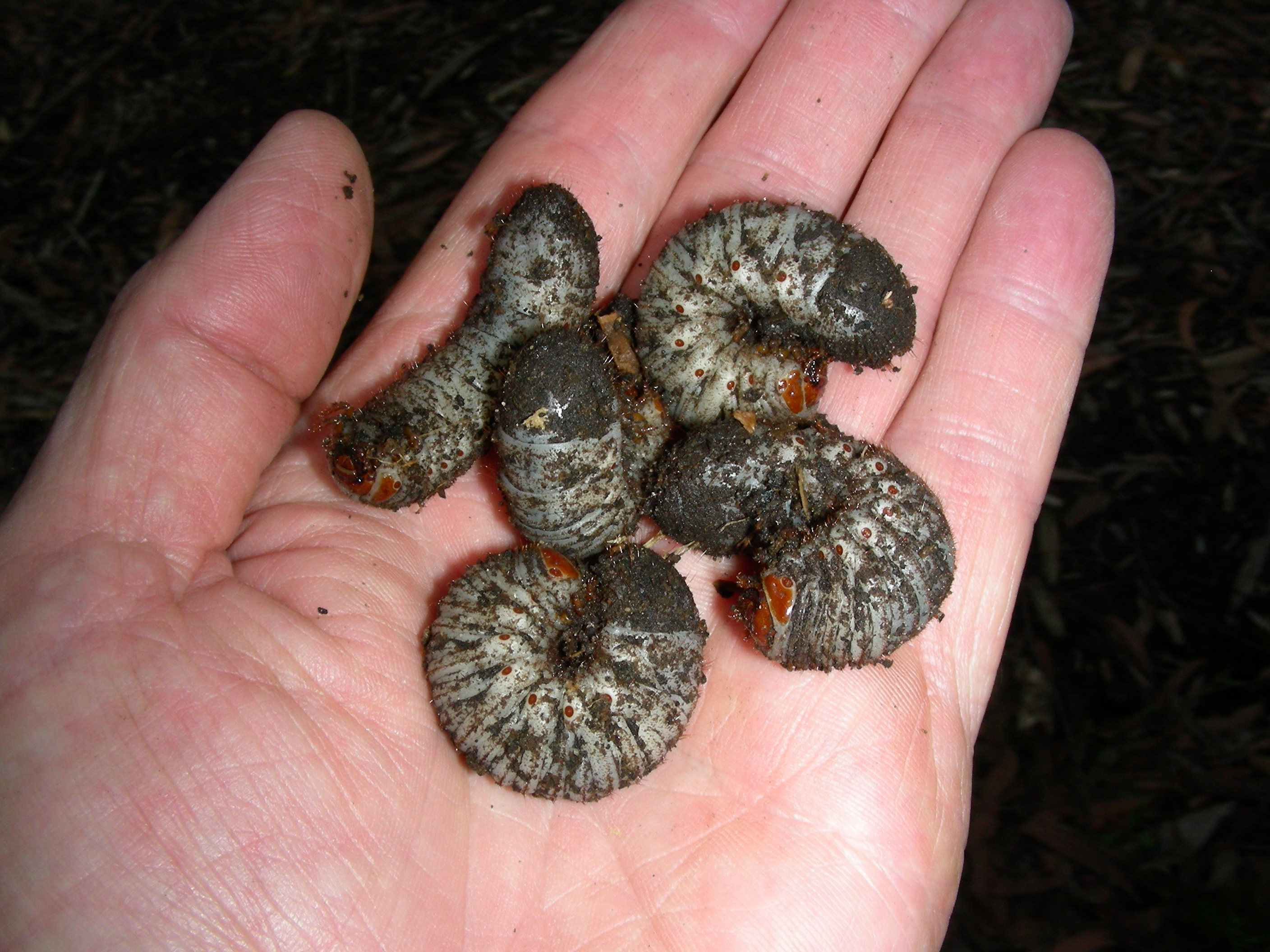

## Dottertaxa tillAnoplognathus, i alfabetisk ordning[1]
- Anoplognathus abnormis
- Anoplognathus aeneus
- Anoplognathus aureus
- Anoplognathus blackdownensis
- Anoplognathus boisduvalii
- Anoplognathus brevicollis
- Anoplognathus brunnipennis
- Anoplognathus chloropyrus
- Anoplognathus concolor
- Anoplognathus daemeli
- Anoplognathus flindersensis
- Anoplognathus hilleri
- Anoplognathus hirsutus
- Anoplognathus macalpinei
- Anoplognathus macleayi
- Anoplognathus montanus
- Anoplognathus multiseriatus
- Anoplognathus narmarus
- Anoplognathus nebulosus
- Anoplognathus olivieri
- Anoplognathus pallidicollis
- Anoplognathus parvulus
- Anoplognathus pindarus
- Anoplognathus porosus
- Anoplognathus prasinus
- Anoplognathus punctulatus
- Anoplognathus rhinastus
- Anoplognathus rothschildti
- Anoplognathus rubiginosus
- Anoplognathus rugosus
- Anoplognathus smaragdinus
- Anoplognathus suturalis
- Anoplognathus velutinus
- Anoplognathus vietor
- Anoplognathus viridiaeneus
- Anoplognathus viriditarsis